# Eddy Helmi Abdul Manan
Eddy Helmi Abdul Manan (ur. 8 grudnia 1979 w Pontian) – piłkarz malezyjski grający na pozycji ofensywnego pomocnika.

## Kariera klubowa
Karierę piłkarską Manan rozpoczął w klubie Johor FC. W 1999 roku zadebiutował w jego barwach w pierwszej lidze malezyjskiej. W 2001 roku wywalczył z Johorem mistrzostwo kraju i jest to jego jedyny sukces w karierze. Następnie grał w Negeri Sembilan FA i Sime Darby FC.

## Kariera reprezentacyjna
W reprezentacji Malezji Manan zadebiutował w 2002 roku. W 2007 roku został powołany do kadry na Puchar Azji 2007. Tam rozegrał jedno spotkanie, z Chinami (1:5).